# Grannsjön
Grannsjön är en sjö i Skinnskattebergs kommun i Västmanland och ingår i Norrströms huvudavrinningsområde.